# Papierkorb

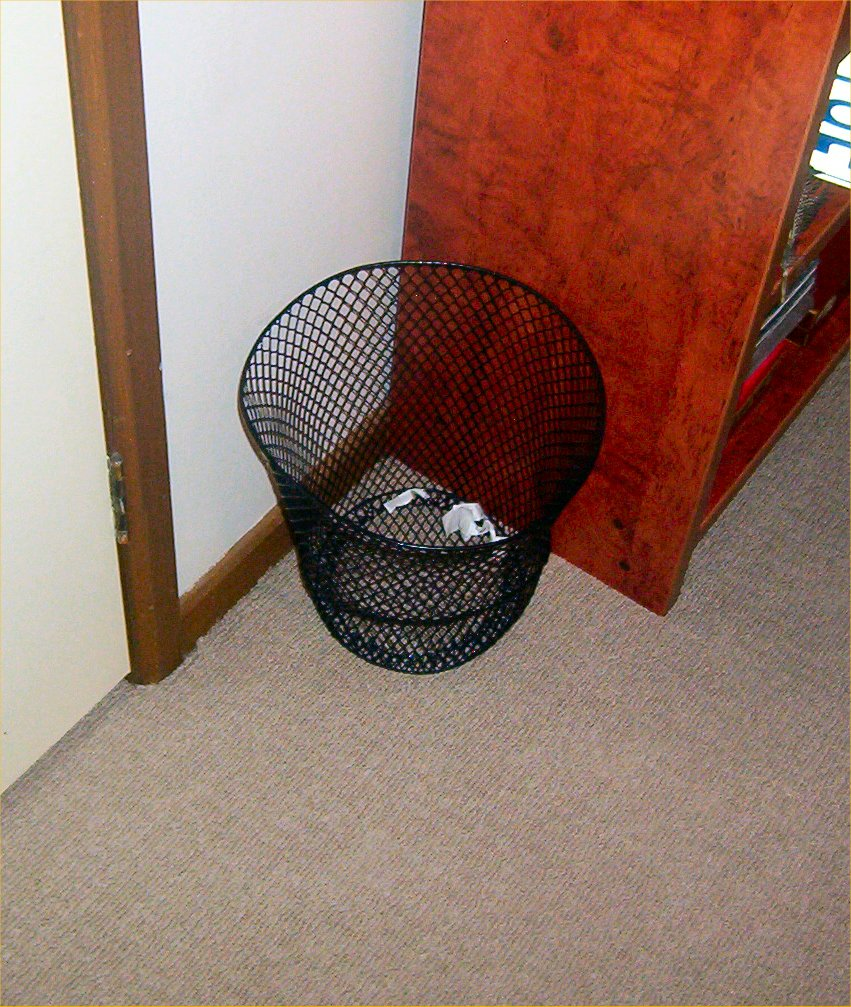
Papierkorb

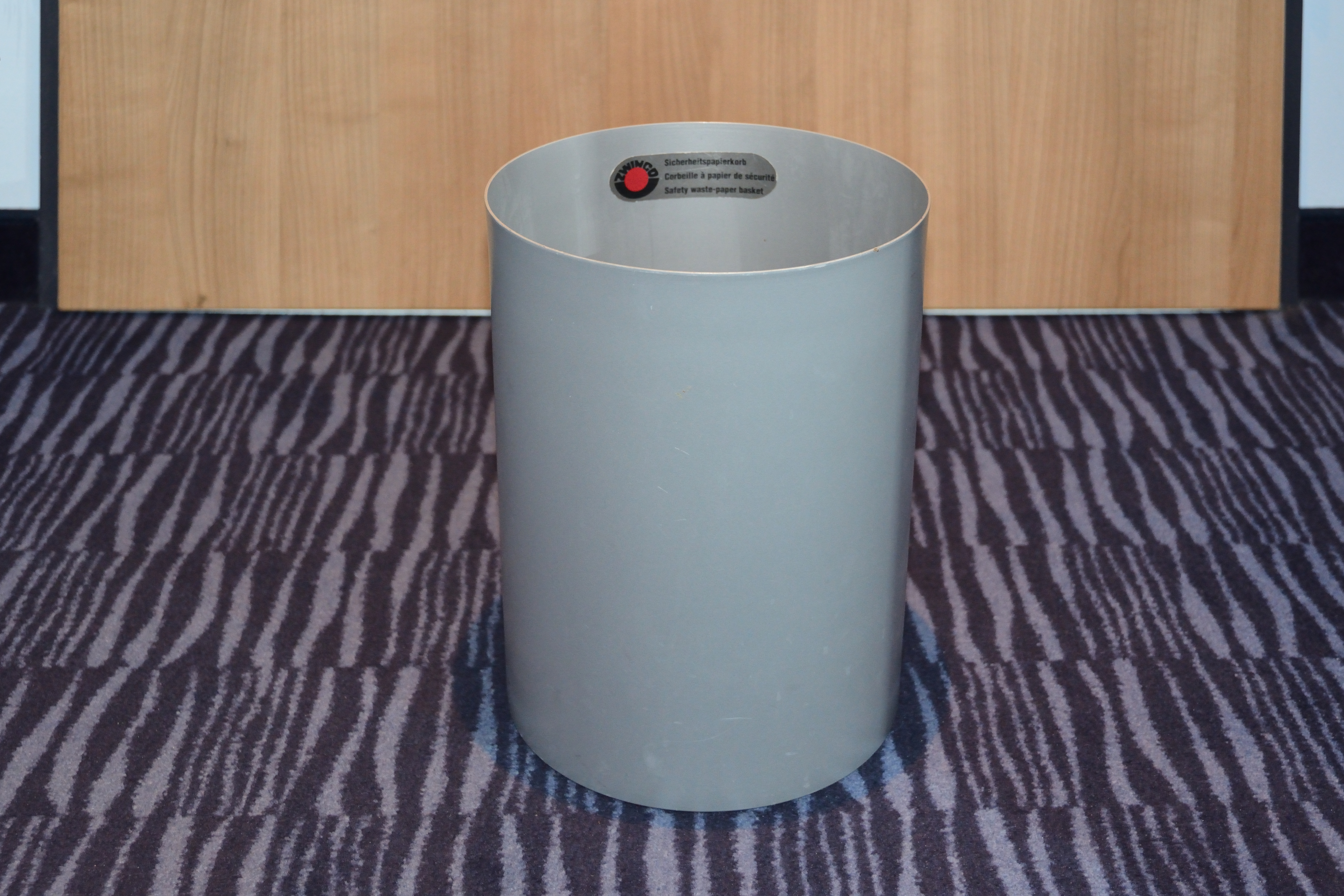
Sicherheitspapierkorb aus Metall in einem Berliner Hotel

Ein Papierkorb ist ein Abfalleimer, der typischerweise in einem beruflichen, privaten Arbeitsbereich oder öffentlichen Verkehrsraum aufgestellt ist und ausschließlich oder überwiegend für Papiermüll bestimmt ist. Während er früher hauptsächlich aus Korbmaterial bestand, existieren heute Papierkörbe aus unterschiedlichsten Materialien. In bestimmten Sicherheitsbereichen schreibt der Brandschutz Papierkörbe aus feuerfestem Material teilweise mit Deckel vor.

## Informationstechnik

Ein Beispiel-Icon für einen leeren Papierkorb

Ein Beispiel-Icon für einen nicht-leeren Papierkorb, der je nach Anwendung, mindestens eine Datei, E-Mails oder andere Daten enthält.

Viele grafische Computerbetriebssysteme benutzen den Begriff Papierkorb als Bezeichnung für eine Ablagestelle, an der zu löschende Dateien zwischengelagert werden. Damit sind sie erst einmal aus den Verzeichnissen verschwunden, können aber, beispielsweise bei versehentlichem Löschen, ähnlich wie beim realen Papierkorb wieder hervorgeholt werden. Wie beim richtigen Papierkorb muss der Inhalt von Zeit zu Zeit geleert werden, damit sich nicht zu viel Datenmüll auf der Festplatte ansammelt, denn im Papierkorb ausgelagerte Dateien nehmen weiterhin denselben Platz auf der Festplatte ein. Manche Papierkörbe bewahren auch nur eine bestimmte Menge an Daten auf und löschen die jeweils ältesten Dateien bei Erreichen des Limits automatisch.
Bei sicherheitsrelevanten Computerarbeitsplätzen muss zur Löschung von Dateien ein spezieller Abfalleimer gewählt werden. Dieses Programm nennt man Eraser oder Shredder, es löscht die Datei im Verzeichnis und überschreibt sie mehrmals. In den USA besteht für Behörden die Vorschrift, dass eine Datei mindestens sieben Mal überschrieben werden muss, um militärischen und Regierungsstandards zu genügen.

### Die Erfindung der Papierkorb-Metapher
Erfunden wurde das Papierkorbsymbol als GUI-Metapher von Robert X. Cringely während seiner Arbeit an der Apple Lisa. Der Auslöser für seine Erfindung war folgende Begebenheit: Er drückte während seiner Arbeit (versehentlich) eine Taste und alles war gelöscht. Daher wandte er sich an die Anwenderbetreuung und fragte nach der Sicherheitskopie seiner Daten. Da es keine gab, erkannte er es als seine Aufgabe, die Benutzer vor sich selbst zu schützen. Seine Lösung, der Papierkorb, basiert auf einem zweistufigen Konzept: Zuerst legt man etwas in den Papierkorb und dann muss man den Papierkorb leeren.

## Ablage P
Die Bezeichnungen Ablage P, Ablage rund oder Rundablage (österr. auch Rundordner) sind scherzhafte Umschreibungen für „Papierkorb“. Sie spielen auf tatsächliche Ablagen für die Aufbewahrung von Dokumenten an und täuschen die Einordnung in ein [alphabetisch] geordnetes System vor.